# Adalcinda Camarão
Adalcinda Magno Camarão Luxardo (Muaná, 18 de julho de 1914 – Belém, 17 de janeiro de 2005) foi uma poetisa e compositora brasileira. Ela consta entre os autores/poetas influentes do modernismo amazônida.

## Biografia
Adalcinda Camarão nasceu em em 1914 no munucípio paraense de Muaná (ilha de Marajó). Durante a juventude estudou no Colégio Dom Pedro II e em seguida no Instituto de Educação do Pará (IEEP) em Belém.
Seu nome consta entre os autores e poetas influentes do modernismo na Amazônia, como Bruno de Menezes, Dalcídio Jurandir, Dulcinéa Paraense, Eneida de Moraes e Mário Faustino, Nunes Pereira e, Ruy Barata. Embora a obra de Adalcinda integre a transição da geração de 20 para a de 40 no Modernismo, é considerada expoente da década de 1940, com contribuições em revistas como Terra Imatura, A Semana, Guajarina, Pará Ilustrado e Amazônia. Sua obra é permeada pela nostalgia pela terra paraense, com a construção de um saudosismo à sua paisagem e cultura amazônica.
No número 13 da revista Terra Imatura (1938–1942) foi publicada a antologia de “Poetas modernos da Amazônia”, que dentre os autores selecionados estão: Adalcinda, Bruno de Menezes, Carlos Eduardo, Cléo Bernardo, Dulcinéa Paraense, Miriam Morais, Paulo Plínio Abreu e, Rui Guilherme Barata. Essa antologia exibe que os princípios modernistas ainda estavam vivos no estado do Pará, conseguiam mobilizar uma quantidade de poetas, alguns deste poteriormente ajudariam no suplemento literário da Folha do Norte no período de 1946 à 1951.
Entre 1956 e 1959, fez mestrado em Educação e Linguística na American University e The Catholic University of America, em Washington.
Adalcinda passou quarenta e quatro anos de sua vida nos EUA; esta casou-se com o cineasta e roteirista paulistano Líbero Luxardo que juntos mudaram para os Estados Unidos, onde lecionou Língua Portuguesa para os habitantes na Sanz School e na La Case Academy of Languages  entre 1957 e 1960, na American University entre 1974 e 1975, na Graduate School of the Agriculture Department entre 1966 a 1977 e, na Arlington Adult Education entre 1986 e 1988. Além disso, entre 1974 e 1975, ensinou português para assistentes dos presidentes Richard Nixon e Gerald Ford na Casa Branca.
Em 1960, estabeleceu o Departamento de Português na Georgetown University (Washington, D.C.), na qual lecionou literatura brasileira e de literatura  portuguesa até 1965.
De 1961 a 1988, Adalcinda Camarão também trabalhou na Embaixada  do  Brasil em Washington,  D.C..
Tornou-se membra da Academia Paraense de Letras em 1959, ocupando a cadeira nº 17, tendo o constitucionalista Filipe Patroni como patrono.
Com Líbero Luxardo teve um filho. Faleceu em 2005, em casa na cidade de Belém.

## Obras

### Poesia
- Despetalei a rosa (1941)
- Vidência (1943)[8][9]
- Baladas de Monte Alegre: poemas (1949)[9][10]
- Entre espelhos e estrelas: poemas (1953)[7][9] - premio de melhor livro do ano do Governo do Estado;
- Caminho do vento: poemas (1968)[11]
- Folhas, poesias (1978)[12]
- A sombra das cerejeiras: poesia (1989)[13]
- Antologia poética (1995)[14]
- Memória (19??)[15]

No livro "Poesia do Grão-Pará", antologia de poetas do Estado do Pará coligida por Olga Savary, há os seguintes poemas de Adalcinda: Paisagem marajoara, Anseio, Sortilégio, Despedida.

### Teatro
- Um Reflexo de Aço (1955)
- O Mar e a Praia (1956)

### Folclore
- Lendas da Terra Verde (1956)

### Educação
- Brasil Fala Português - Livro Escolar (1964)
- Comentários no Espaço e no Ar, em inglês (At the Red Lights, 1977).

### Músicas[17]
- Bom dia Belém (Adalcinda e Edyr Proença)[18][19]
- Apresentação (Adalcinda e Altino Pimenta)[20]

## Homenagens
É ganhadora de vários diplomas e medalhas condecorativas. Mesmo estando nos Estados Unidos, colaborou com os jornais que circulavam no estado do Pará. A Província do Pará,  O Liberal e, O Estado do Pará.
Em 2021, o "Grupo de Estudos e Pesquisas Escritoras Paraenses" (GEPEPs), do Instituto de Estudos do Xingu (IEX) da  Universidade‌ ‌Federal‌ ‌do‌ ‌Sul‌ ‌e‌ Sudeste‌ ‌do‌ ‌Pará‌ ‌(Unifesspa), durante todo ano fizeram recitação e análise das obras da escritora Adalcinda Magno no podcast “Escritoras Paraenses”, projeto que divulga produções literárias de autoras paraenses.